# Parapercis flavolineata
Parapercis flavolineata är en fiskart som beskrevs av Randall 2008. Parapercis flavolineata ingår i släktet Parapercis och familjen Pinguipedidae. Inga underarter finns listade i Catalogue of Life.